# Lithobius giganteus
Lithobius giganteus är en mångfotingart som beskrevs av Sseliwanoff 1881. Lithobius giganteus ingår i släktet Lithobius och familjen stenkrypare. Inga underarter finns listade i Catalogue of Life.